# Jay Electronica

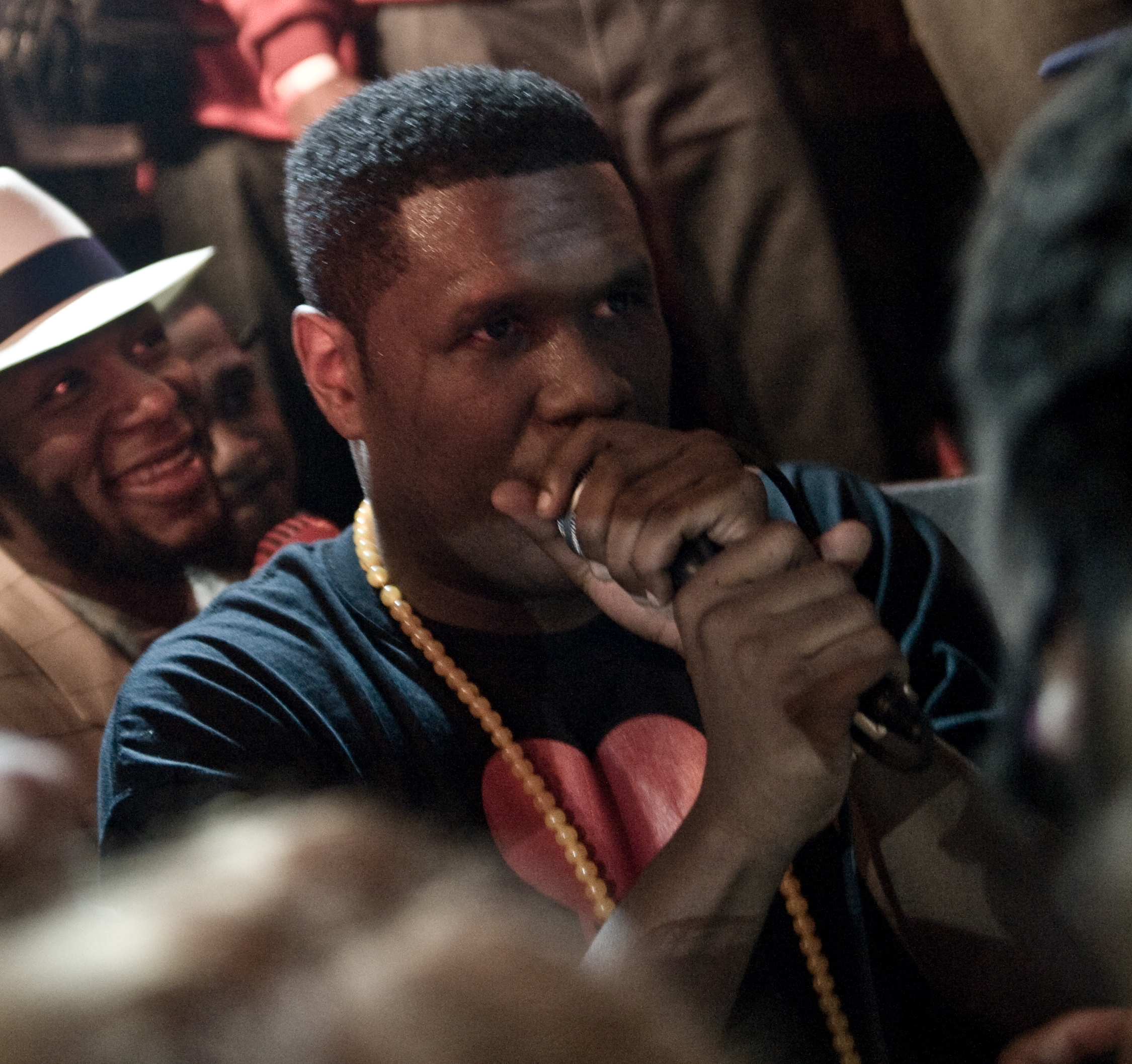
Jay Electronica (2010)

Jay Electronica (* 1976 in New Orleans; wirklicher Name Timothy Elpadaro Thedford; später auch als Je'Ri Allah) ist ein US-amerikanischer Rapper und Produzent aus New Orleans. Seine bekanntesten Werke sind unter anderem Eternal Sunshine (The Pledge),A Written Testimony, Exhibit A und Exhibit C. Inzwischen gilt er als Hoffnungsträger des Hip-Hop und bekommt Unterstützung von vielen bekannten Hip-Hop-Künstlern wie Nas, Mos Def, Q-Tip und Erykah Badu, mit welcher er bis 2009 liiert war und ein Kind hat.
Jay Electronica steht seit 2010 bei Jay-Zs neuem Label Roc Nation unter Vertrag.

## Karriere
Im Jahre 2007 veröffentlichte Jay Electronica sein erstes Mixtape Act I: Eternal Sunshine (The Pledge), via MySpace, welches gesamt über 50,000 mal heruntergeladen wurde. Dieses sollte der erste Teil einer Trilogie werden. Durch diesen Erfolg durfte er an der Rock the Bells Tour im Jahre 2008 teilnehmen.
Im Verlaufe des Jahres wählte er mit dem Produzentem Just Blaze die Songs für Das Guitar Center's GAIN Project, Fresh Cuts Vol. 3 aus. Auf dieser Compilation befand sich auch Jay's song Exhibit A (Transformations), welches ein Teil einer Folge von Singles mit dem Titel The Exhibts werden sollte. Im folgenden Jahr wurde der Nachfolger Exhibit C veröffentlicht.

### Zeit bei Roc Nation (Seit 2010)
Am 12. November 2010 gab Jay Electronica bekannt, dass er jetzt bei Jay Z's Musiklabel Roc Nation unter Vertrag stünde und an seinem Debüt-Album Act II: Patience of Nobility (The Turn) arbeiten würde.
Im folgenden Jahr gab Jay Electronica per Twitter bekannt, dass sein Debüt-Album fertiggestellt worden war und teile eine Tracklist auf Twitter, welche unter anderem Gastauftritte von Jay-Z, Kanye West und The-Dream beinhaltete. Trotz mehrfacher Ankündigung wurde dieses Album jedoch nicht veröffentlicht.
Im Jahr 2020 veröffentlichte Jay E sein erstes Album A Written Testemony.
Im gleichen Jahr gab ein anonymer Leaker an, einer Version dem unveröffentlichten Album Act II: Patents of Nobility (The Turn) vom 3. September 2012 zu besitzen und würde dies veröffentlichen, wenn er gesamt 9,000 $ durch eine Gruppenfinanzierung bekommen würde. Innerhalb von 12 Tagen wurde das Geld von Fans gesammelt und das Album wurde geleaked.
Nach dieser unoffiziennen Veröffentlichung verkündigte Jay Electronica, er würde aufgrund des positivem Feedbacks das Album veröffentlichen. Act II: Patents of Nobility wurde am gleichen Tag auf Jay Z's Musikstreamingplattform Tidal released, jedoch ohne die Gastauftritte von Kanye West. Das Album wurde wenig später jedoch offline genommen, da Jay E in seinem Community-Discord bekannt gab, zuerst die Rechte an Kanye West's Parts klären möchte.

## Musik
Jay Electronica hat bisher ein Album und fünf Singles veröffentlicht. Darunter Hard 2 Face Reality.
Ein weiterer nennenswerter Song ist Eternal Sunshine (The Pledge), auf dem er zur Filmmusik von Vergiss mein nicht! rappt, ohne Schlagzeug oder Percussions.
Seinen ersten Auftrag als Produzent bekam Jay Electronica von Nas. Er produzierte darauf den ersten Song auf seinem Album Untitled, Queens Get the Money.
Angehende Projekte sind sein erstes Studio-Album Act II: Patents of Nobility, sowie ein Album mit Center Edge Territory, einer Gruppe bestehend aus Mos Def, Curren$y und Jay Electronica selbst.